# منطقه گرمسیری (فیلم)
«منطقه گرمسیری» (انگلیسی: Tropic Zone (film)) یک فیلم است که در سال ۱۹۵۳ منتشر شد.